# فيكاس كريشان ياداف
فيكاس كريشان ياداف (مواليد 10 فبراير 1992) هو ملاكم هندي، مثّل بلاده في الألعاب الأولمبية الصيفية 2012.

## روابط خارجية
فيكاس كريشان ياداف على موقع بوكس ريك (الإنجليزية) (registration required)
- فيكاس كريشان ياداف على موقع اللجنة الأولمبية الدولية (الإنجليزية)
- فيكاس كريشان ياداف على موقع أوليمبيديا (الإنجليزية)